# ざる法
ざる法（ざるほう、笊法）とは、抜け穴が多い法律をさす俗語である。水がざるを通り抜ける様子から名付けられたものとされる。

## ざる法の例
歴史的には1920年に施行された、アメリカ合衆国の禁酒法がざる法の好例である。この法律では酒について売買や製造や密輸を禁止していたが、医師の処方箋をもらって薬用に飲む酒は認められたほか、カナダやメキシコに酒を飲みに行くのも違法でなく、法の不遡及の観点から禁酒法施行以前に所持した酒を飲むのも認められたため、法律が有名無実となり1933年に廃止された。

### 日本の例
政治資金規正法では、立法当初は、政治家本人が直接金品を受けずに秘書や自己が実質的に支配する団体などを介した迂回献金としたり、記録が残らない現金の直接授受にすることなどによって法の規制を免れるという「抜け穴」が多数存在した（規制対象である政治家が自ら法律を作るという事情がこれを助長した）。
売春防止法では買春が一般的には犯罪とならないため売春の抑止とならないこと、また二十歳未満ノ者ノ飲酒ノ禁止ニ関スル法律では20歳未満の者が自動販売機などで容易に酒類を入手できることを、それぞれ「抜け穴」とみれば、ざる法とする余地はある。
さらに、2009年から行われているエコカー補助金・減税制度に関しても「ざる法」だと指摘する声がある。自動車の重量別にJC08モードの燃費基準が定められる（重い車両の方が補助金の面で有利）ため、同じ車両に重くなる装備を加えるなど、わざと車両総重量を増した上で、補助金・減税対象となった事例が存在するからである。
また、違法ダウンロードもざる法とされる場合がある。著作権法第30条（私的使用のための複製）の第1項に第3号として「著作権を侵害する自動公衆送信（国外で行われる自動公衆送信であつて、国内で行われたとしたならば著作権の侵害となるべきものを含む。）を受信して行うデジタル方式の録音又は録画を、その事実を知りながら行う場合」という記述があるが、「その事実を知りながら」の立証は困難であるとされる。加えて、違法ダウンロードは親告罪であり権利者からの告訴がなければ提訴することができない。結果として、検挙することができない場合が多数である。